# Četvoroslojna dioda
Čevoroslojna dioda je elektronski ventil koji u svojoj strukturi sadrži četiri poluprovodnička sloja. Četvoroslojna dioda se još naziva dinistor, pnpn dioda ili pinpin dioda, tiristor bez gejta.
Na slici je prikazana struktura, oznaka (simbol) i strujno-naponska karakteristika četvoroslojne diode. Kao što se vidi na slici, četvoroslojna dioda predstavlja dupli PN spoj i ima dva priključka (elektrode): anodu i katodu. Dioda provodi od anode ka katodi (direktna polarizacija). Na karakteristici su naznačene tri oblasti: oblast direktnog zakočenja ili oblast velike otpornosti, oblast negativne otpornosti i oblast zasićenja ili oblast male otpornosti u kojoj dioda provodi. Napon Ubo je napon direktnog proboja ili napon paljenja diode. Struja IH se naziva struja držanja (eng. holding), a to je minimalna struja pri kojoj dioda provodi. Napon iverznog proboja Ura je napon pri kome dolazi do proboja diode pri inverznoj polarizaciji i veći je od napona direktnog proboja Ubo. U oblasti inverznog zakočenja imamo zanemarljivo malu inverznu struju diode.